# Panell de control
|  | No s'ha de confondre amb tauler de control. |

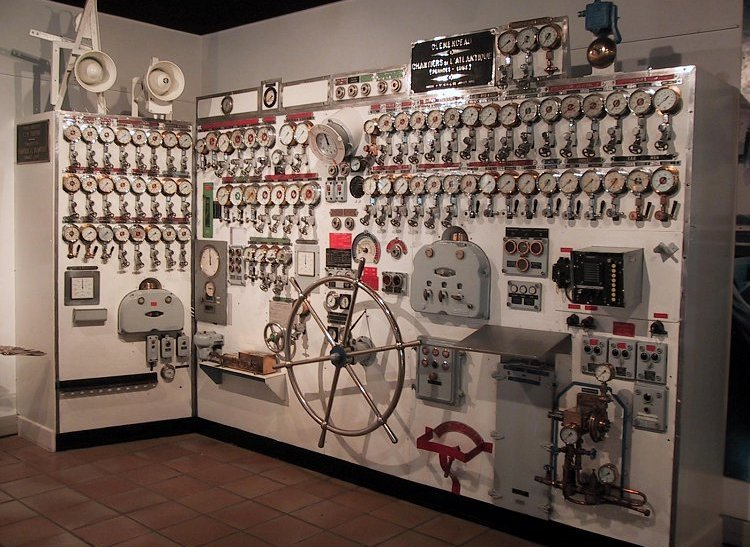
Panell de control dels motors del portaavions Clémenceau

Un panell de control és una superfície normalment plana, sovint vertical, on s'agrupen tota una sèrie d'instruments de control i seguiment imprescindibles per a monitorar un procés o conjunt de processos, així com els interruptors, polsadors, commutadors, palanques, joysticks, etc., necessaris per a aquestes finalitats.
S'instal·len a les fàbriques per supervisar i controlar les màquines o línies de producció i a altres llocs com centrals elèctriques, centrals nuclears, vaixells, avions, mainframes, etc...
D'antuvi la majoria de panells de control estaven equipats normalment amb polsadors i instruments analògics, mentre que avui en dia en molts casos han estat substituïts per tecnologies més modernes i s'utilitza algun tipus de pantalla tàctil per als propòsits de monitoratge i control.

## Galeria

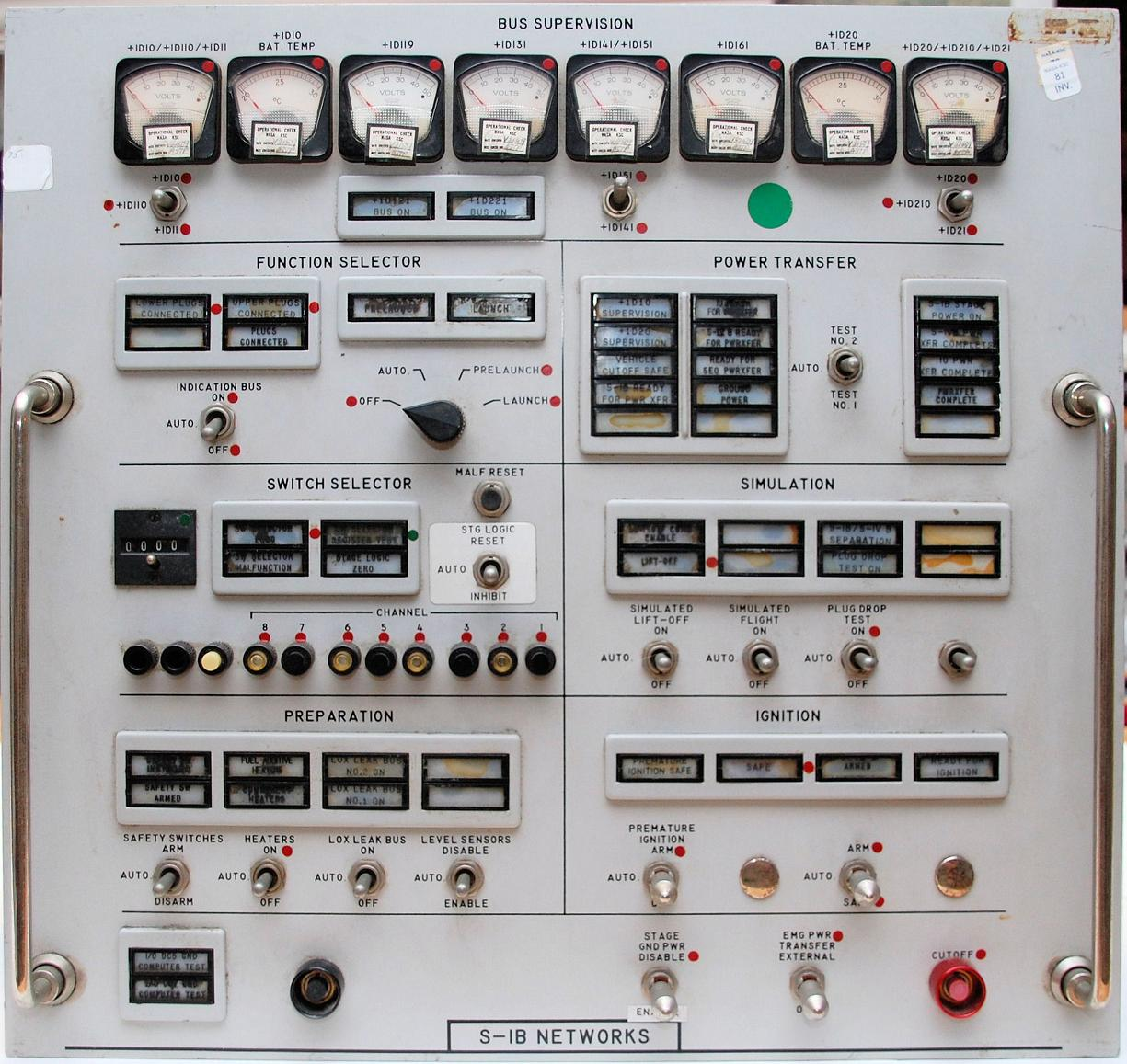
Un dels panells de control de la Sala de llançament del Centre Espacial Kennedy (Launch Control Center) durant l'era de l'Apolo

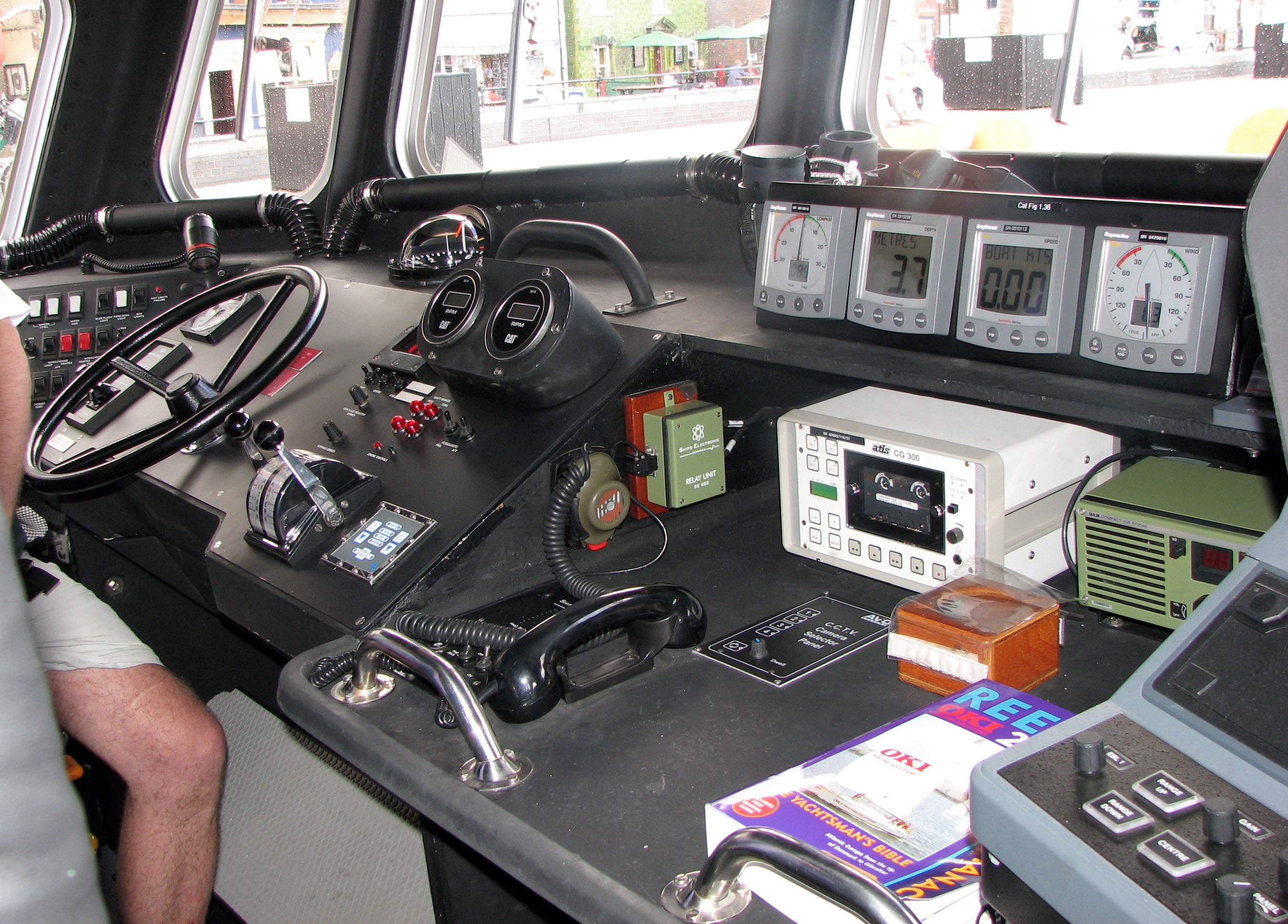
Panell de control d'un bot salvavides classe Severn
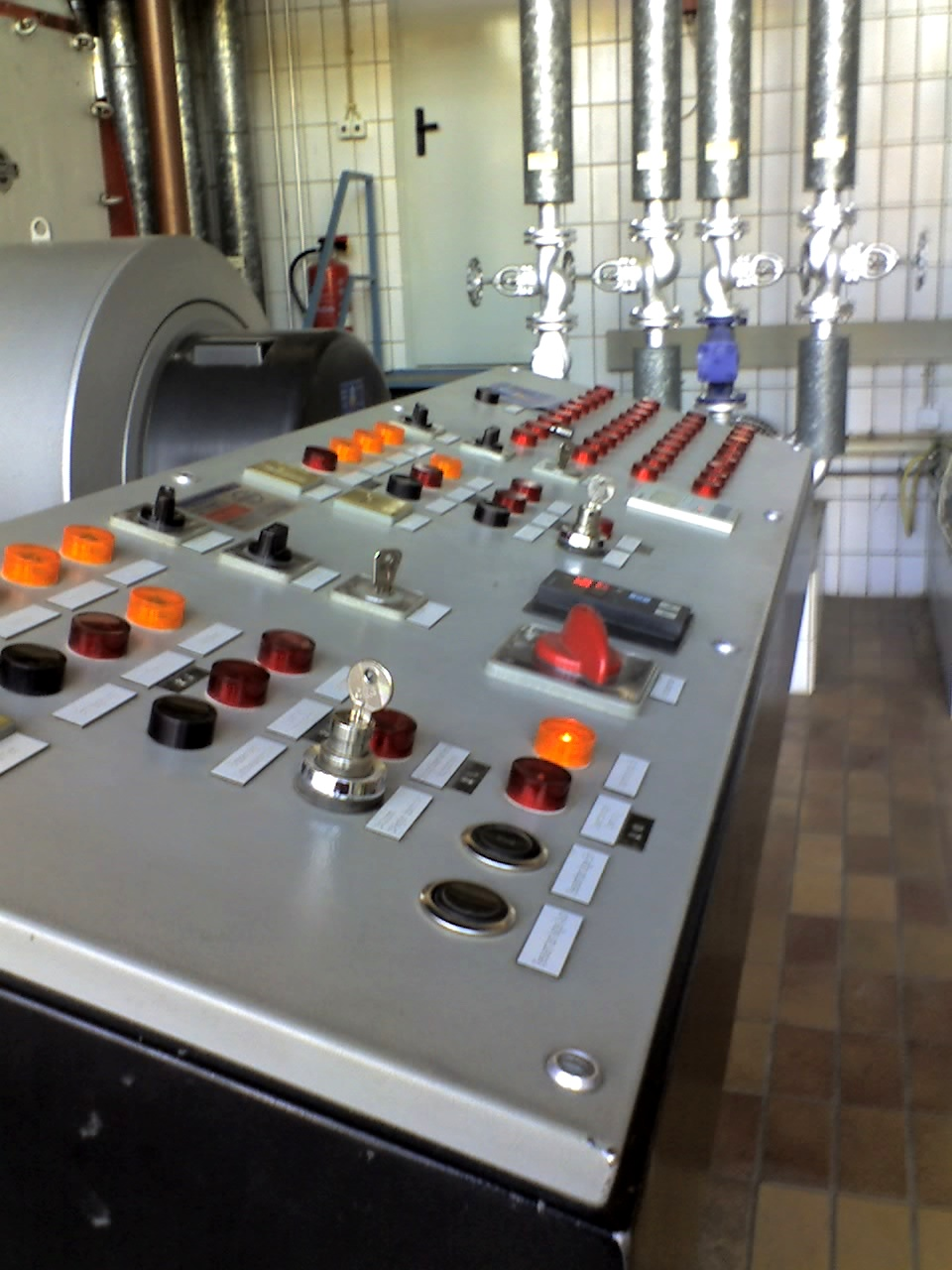
Panell de control d'una Caldera Tubular Horitzontal (x2)
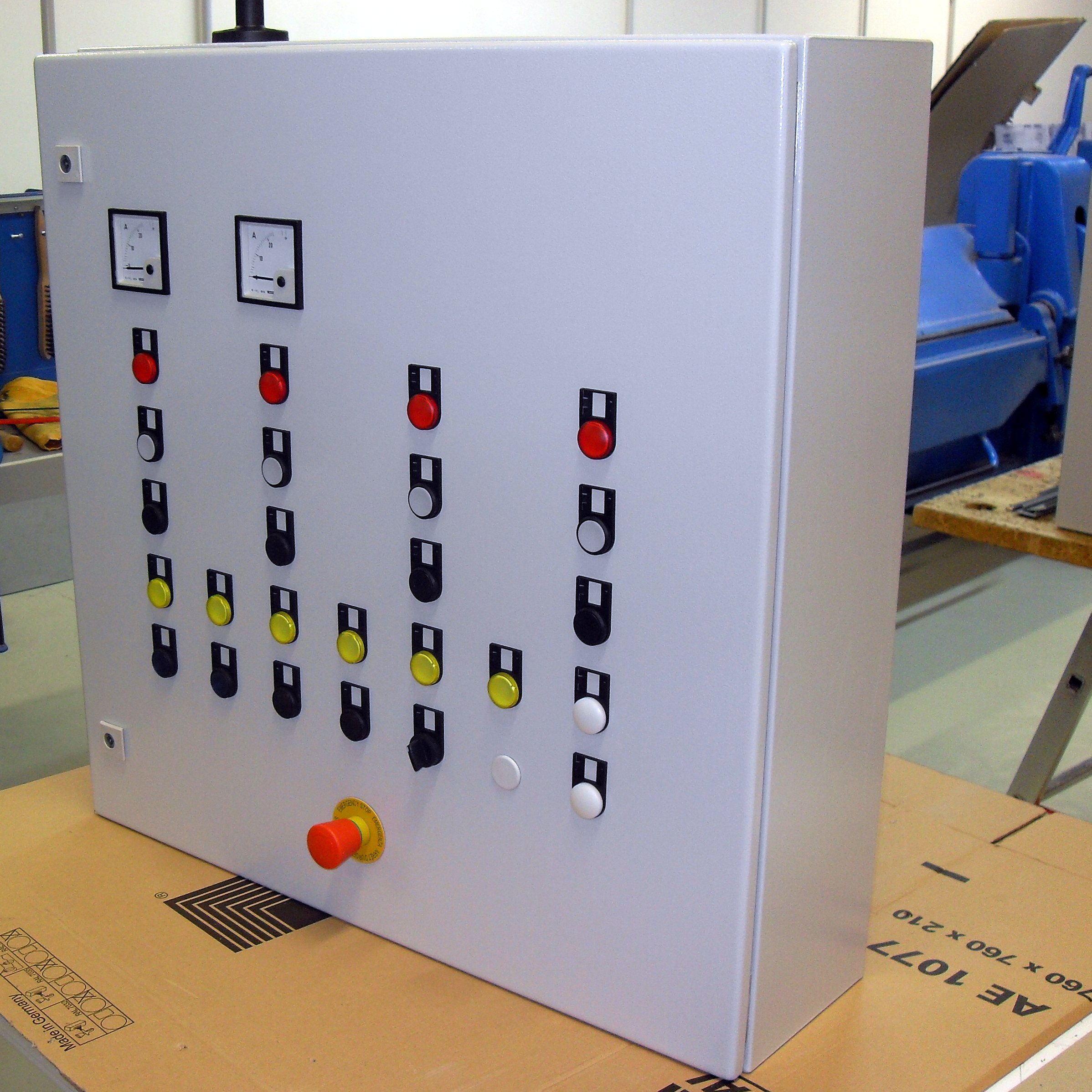
Panell de control d'indústria sucrera amb polsadors
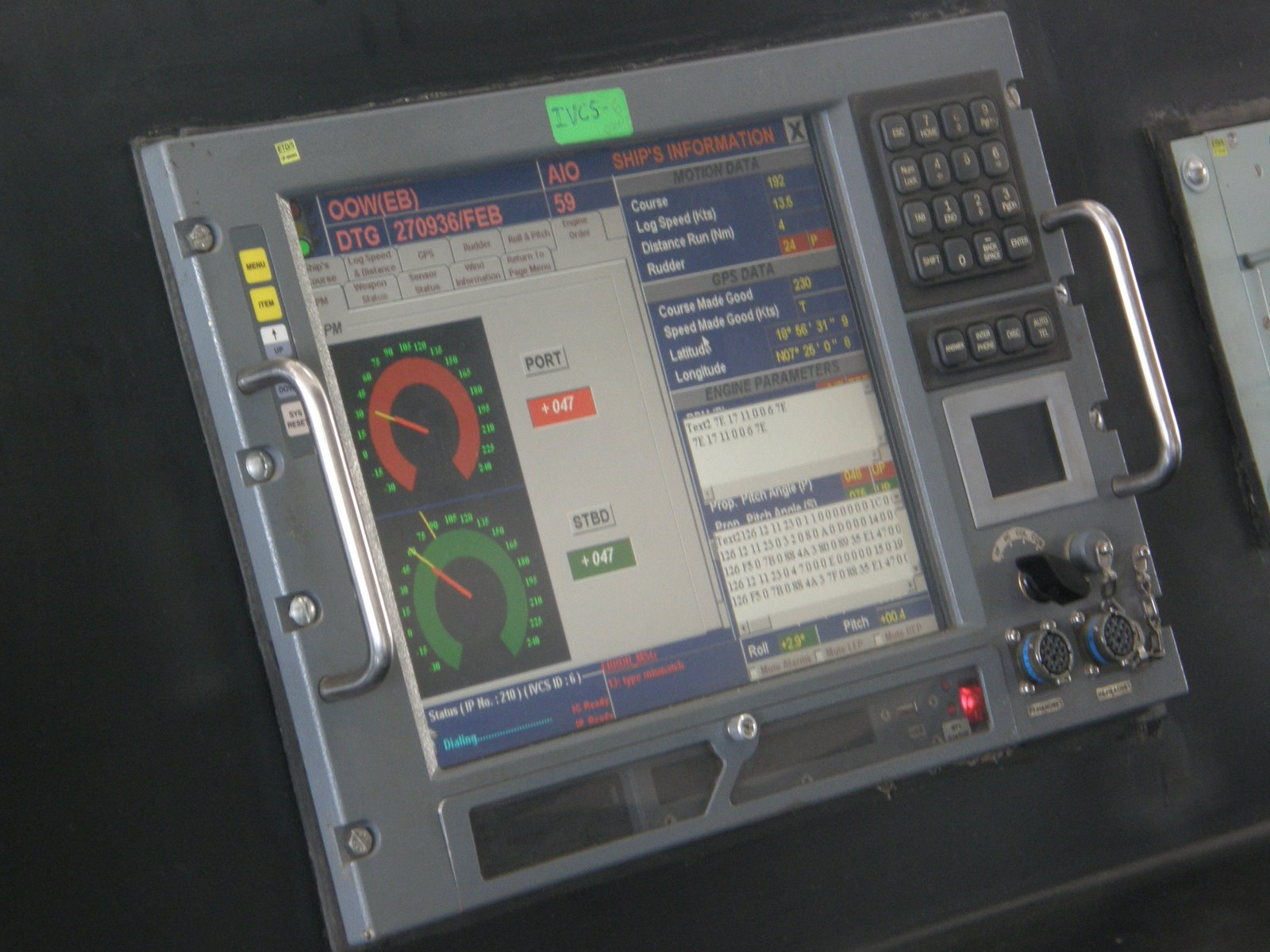
Panell de control amb pantalla tàctil de la fragata INS Shivalik